# Matilda Mark II
Pour les articles homonymes, voir Matilda et Mark II.
Pour le premier char Matilda, voir Matilda Mark I.
Le Matilda Mark II est un char d'infanterie britannique de 24 tonnes dont la production a débuté en 1937 aux fonderies Vulcan. Pas moins de 2 987 chars sont sortis de ces fonderies jusqu'en août 1943, date d'arrêt de la production.

## Historique
La production fut d'abord lente. 23 Matilda II sont allés en France avant la bataille de France en mai 1940, mais la production de chars Matilda II en juin 1940 est de l'ordre de 57 et passe à 90 en août, augmentant régulièrement avec 127 construits en décembre 1940. Six entreprises au total en construisant pour un total de 2 755 unités entre 1939 et 1942.
Conçu pour remplacer le Matilda Mark I, il avait une tourelle plus grande avec un canon  Ordnance QF 2 pounder, un blindage renforcé et une meilleure mobilité.
Il coûtait cependant beaucoup plus cher que son prédécesseur, et l'absence d'obus explosif ne lui permettait pas d'accomplir son rôle de soutien à l'infanterie.
Jusqu'en 1941, il est le char le plus blindé en service en Europe occidentale, mais ce blindage diminue considérablement sa mobilité. Son canon de 40 mm n'en fait pas le char le plus puissant de cette époque.

## Engagements

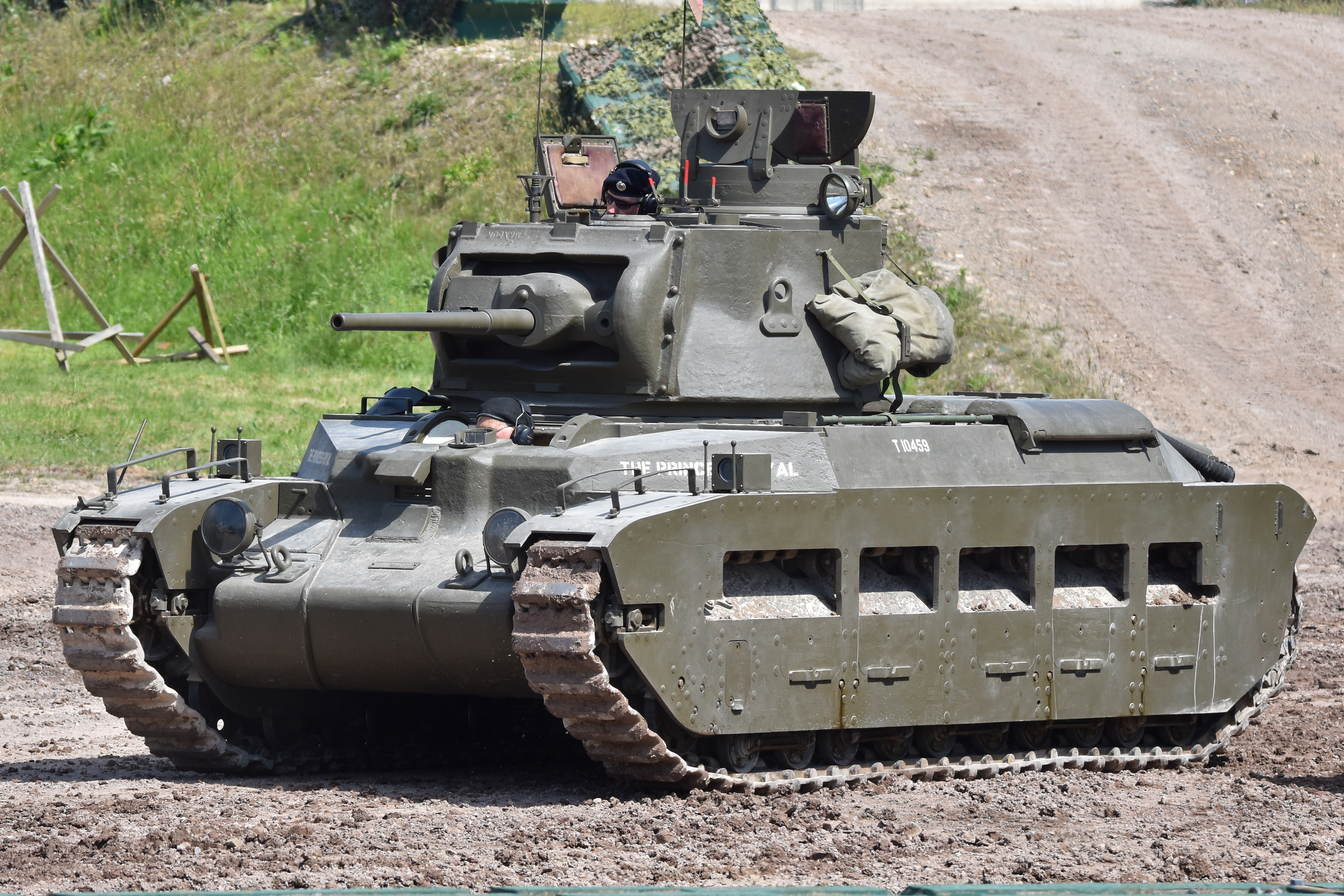
A12 Matilda II N° de série D3993/88 “THE PRINCESS ROYAL” au musée des blindés de Bovington

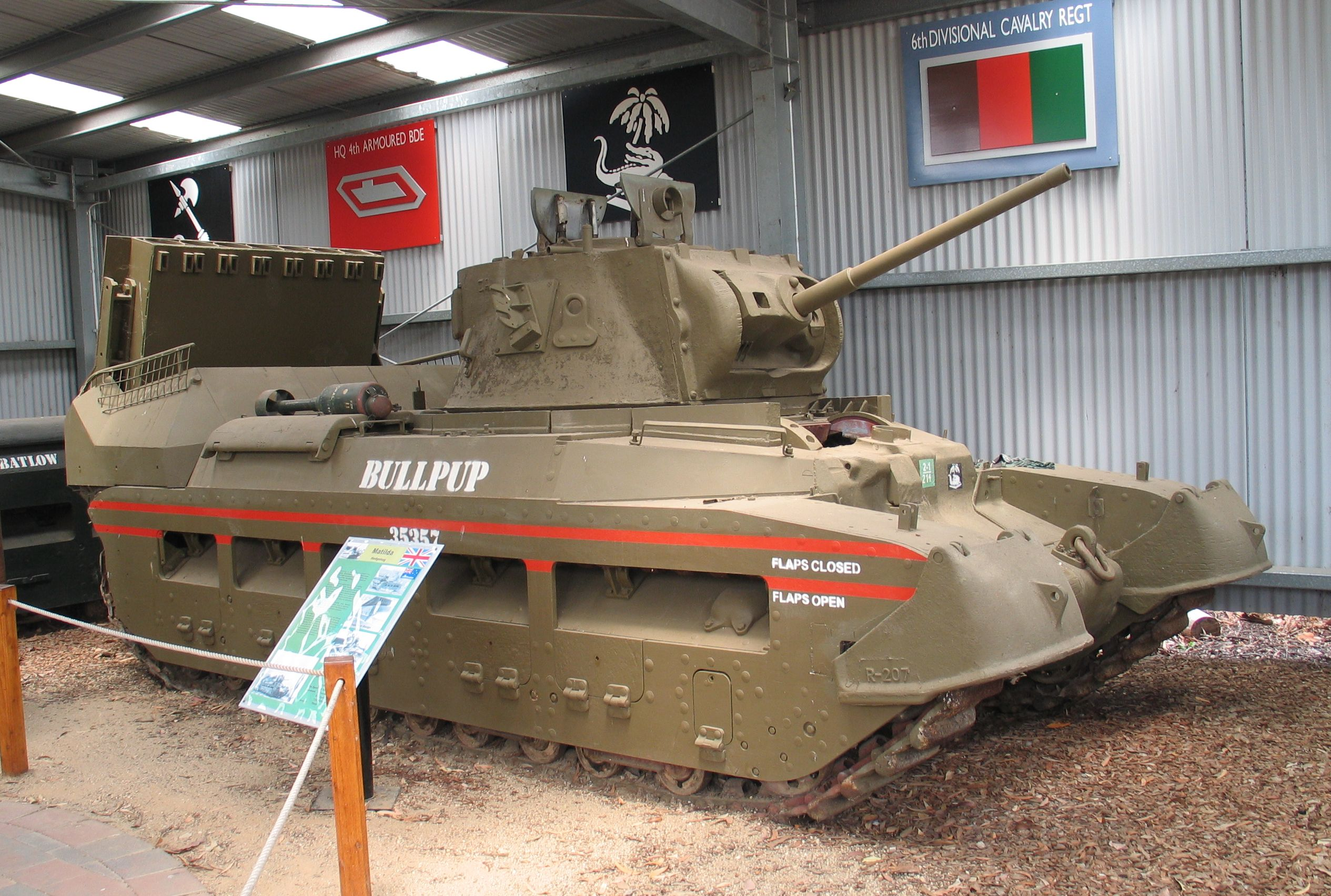
Matilda Hedgehog au Royal Australian Armoured Corps Tank Museum, camp Puckapunyal, Victoria, Australie

Entré en service opérationnelle en 1939 avec seulement 2 en service au déclenchement de la Seconde Guerre mondiale en septembre, il fut très utilisé durant la guerre du désert en Afrique du Nord notamment, où il gagna le surnom de « Reine du désert ». Il était employé comme véritable bélier grâce à son épais blindage de 78 mm qui le rendait invulnérable aux tirs de tous les canons antichars en service, à l'exception du 88 mm allemand, tandis que son canon de deux livres pouvait anéantir n'importe quel char de 1940 à moins de 500 m. Il joua un rôle déterminant dans les premières victoires britanniques contre les Italiens.
Cependant, il souffrait de nombreux problèmes car sa fiabilité mécanique laissait à désirer, un manque cruel de vitesse, les postes des membres d'équipage trop exigus et le système de refroidissement craignait les obus à haut pouvoir explosif.
Plusieurs exemplaires furent capturés intacts par le Deutsches Afrikakorps et réutilisés dans ses rangs comme char de prise (Beutepanzer) avec marquages réglementaires allemands. La seconde bataille d'El Alamein, en octobre 1942, sonna la fin de son utilisation en tant que char d'assaut, son canon étant trop faible. Des exemplaires (918 au total) furent livrés à l'URSS pendant la bataille de Moscou. Ils eurent un rôle comparable au KV-1 de l'Armée rouge.
Sur le théâtre Pacifique, le Matilda connut son baptême du feu lors de la campagne de la péninsule de Huon en 1943 ; il fut utilisé jusqu'à la fin de la guerre par plusieurs régiments blindés australiens.
Il fut converti par la suite en char d'éclairage et retiré du service en 1945. Les 45 exemplaires restants (dont 30 australiens) ont été transformés en chars-musées.